# クラスタ (カクテル)

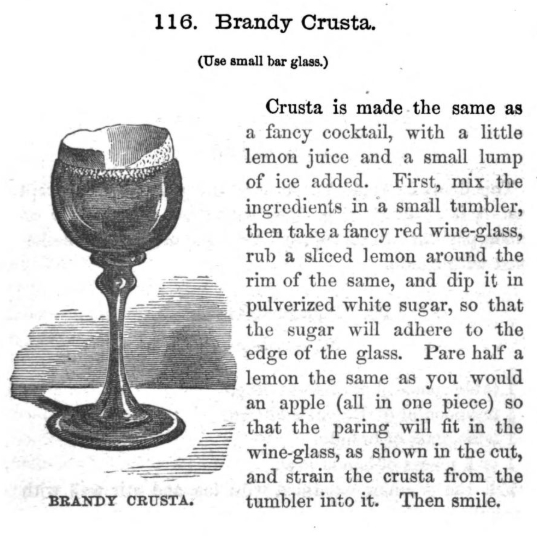
『The Bartender's Guide：How to Mix Drinks; Bon Vivant's Companion』（ジェリー・トーマス、1862年）掲載のブランデー・クラスタのレシピとイラスト

クラスタ（英語: crusta）はカクテルのスタイルの1つ。グラスの縁を砂糖でスノースタイルにし、螺旋状に剥いた果実の皮を飾る。
「クラスタ」は「皮」「外皮で包む」の意である。
19世紀中ごろにブランデーを用いたブランデー・クラスタが創作され、やがてカクテルのスタイルとなった。
ブランデー以外にも以下のような酒をベースとしたクラスタがある。
- ウイスキー[1][4]
- ラム酒[1][4]
- ジン[4]